# Joan Reinhard II de Hanau-Lichtenberg
Joan Reinhard II de Hanau-Lichtenberg (en alemany Johann Reinhard II von Hanau-Lichtenberg) va néixer a Bouxwiller, a l'Alsàcia francesa, el 23 de gener de 1628 i va morir a Rheinau el 25 d'abril de 1666. Era un noble alemany, fill del comte Felip Wolfgang (1595-1641) i de Joana d'Oettingen-Oettingen (1602-1639).
Per a la seva formació va ser enviat, juntament amb el seu germà  Joan Felip, a visitar Alemanya, els Països Baixos, Anglaterra, França i Suïssa. El 1650 va ser al Reichstag de Nuremberg, on es va dedicar als temes relacionats amb l'aplicació de la Pau de Westfàlia. El 1653, va participar en el Reichstag de Ratisbona.
El testament del seu pare li va concedir el districte de Lichtenau, a Hessen i de Rheinau a Baden, on fixà la residència. Amb tot, ell no va arribar a exercir mai com a comte.

## Matrimoni i fills
El 19 d'octubre de 1659 es va casar a Bischwiller amb la comtessa palatina Anna Magdalena de Birkenfeld-Bischweiler (1640-1693), filla del comte Cristià I (1598-1654) i de Magdalena Caterina de Wittelsbach
(1607-1648). El matrimoni va tenir cinc fills: 
- Joana Magdalena (1660-1715), casada amb el comte Joan Carles August de Leiningen-Dagsburg-Falkenburg (1662-1698).
- Lluïsa Sofia (1662-1751), casada amb el comte Frederic Lluís de Nassau-Saarbrücken-Ottweiler (1651-1728).
- Francesca Albertina (1663-1736).
- Felip Reinhard (1664-1712).
- Joan Reinhard III (1665-1736), casat amb Dorotea Frederica de Brandenburg-Ansbach (1676-1731).

D'altra banda, Joan Reinhard va tenir una relació extramarital amb Maria Magdalena de Lindenau, amb qui va tenir un fill, Joan Reinhard de Lichtenfels (1656-1689).